# Kirchenbezirk Neckargemünd-Eberbach
Der Evangelische Kirchenbezirk Neckargemünd-Eberbach (auch Evangelisches Dekanat Neckargemünd-Eberbach) ist einer von 24 Kirchenbezirken bzw. Dekanaten der Evangelischen Landeskirche in Baden. Er gehört zum Kirchenkreis Nordbaden und umfasst 17 Kirchengemeinden. Sein Sitz ist die Stadt Eberbach.

## Lage
Der Kirchenbezirk liegt im Norden der Landeskirche und umfasst im Wesentlichen den nordöstlichen Teil des Rhein-Neckar-Kreises. Landschaftlich umschließt er den größten Teil des Kleinen Odenwaldes, erstreckt sich aber auch über den Neckar hinaus nach Norden bis zur Landesgrenze nach Hessen. Das Gebiet entsprach bis 2025 weitgehend dem der 1807 bzw. 1813 gegründeten Bezirksämter Eberbach und Neckargemünd.
Der Kirchenbezirk grenzt von Osten aus im Uhrzeigersinn an die badischen Kirchenbezirke Mosbach, Kraichgau, Heidelberg und Neckar-Bergstraße sowie an die Dekanate Bergstraße und Odenwald der Evangelischen Kirche in Hessen und Nassau.

## Geschichte
Das Gebiet gehörte bis 1803 großenteils zur Kurpfalz, wo bereits eine reformierte Inspektion Neckargemünd bestand. Sie wurde nach dem Übergang an das Großherzogtum Baden zunächst beibehalten. Im Rahmen der Neugliederung des evangelischen Kirchenwesens wurde 1810 als eins von zunächst 35 Dekanaten das Dekanat Neckargemünd gegründet. In ihm waren neben den ehemals pfälzischen reformierten Gemeinden auch ehemals lutherische aus ritterschaftlichen Orten (Dilsberg, Mönchzell) vereint. Sein Zuschnitt änderte sich im Lauf des 19. und 20. Jahrhundert mehrfach. Nachdem Eberbach, das bis 1947 zum Kirchenbezirk Mosbach gehört hatte, zum Kirchenbezirk Neckargemünd gekommen war, wurde der Sitz dorthin verlegt und der Kirchenbezirk umbenannt.
2025 gab der Kirchenbezirk die Gemeinden der Region Steinachtal an den Kirchenbezirk Neckar-Bergstraße und die Gemeinden der Region Kleiner Odenwald an den Kirchenbezirk Mosbach ab. Zum 1. Januar 2026 ist die Fusion des restlichen Kirchenbezirks mit dem Kirchenbezirk Kraichgau geplant.

## Kirchengemeinden
Seit 2025 besteht der Kirchenbezirk nur noch aus 17 (statt zuvor 29) Kirchengemeinden. Im Folgenden sind sie mit ihren Kirchengebäuden aufgeführt:
- Bammental, Evangelische Kirche Bammental
- Brombach, Maria-Magdalena-Kirche
- Dilsberg, Evangelische Kirche Dilsberg
- Eberbach, Michaelskirche, Kirche zur Zuflucht (Rockenau), Evangelische Kirche Pleutersbach, Kapelle Lindach
- Friedrichsdorf, Evangelische Kirche Friedrichsdorf
- Gaiberg und Gauangelloch, Peterskirche, Evangelische Kirche Gauangelloch
- Lobenfeld, Klosterkirche Lobenfeld
- Mauer, Christuskirche
- Meckesheim, Evangelische Kirche Meckesheim
- Mönchzell, Evangelische Kirche Mönchzell
- Mückenloch, Evangelische Kirche Mückenloch
- Markusgemeinde Neckargemünd, Ulrichskirche (Neckargemünd)
- Stephanusgemeinde Neckargemünd, Ökumenisches Kirchenzentrum Arche
- Schönbrunn, Evangelische Kirche Schönbrunn, Jesus-Christus-Kirche am Berg von Allemühl, Evangelische Kirche Haag, Evangelische Kirche Moosbrunn, Evangelische Kirche Schwanheim
- Waldhilsbach, Christuskirche
- Waldwimmersbach, Evangelische Kirche Waldwimmersbach
- Wiesenbach, Evangelische Kirche Wiesenbach

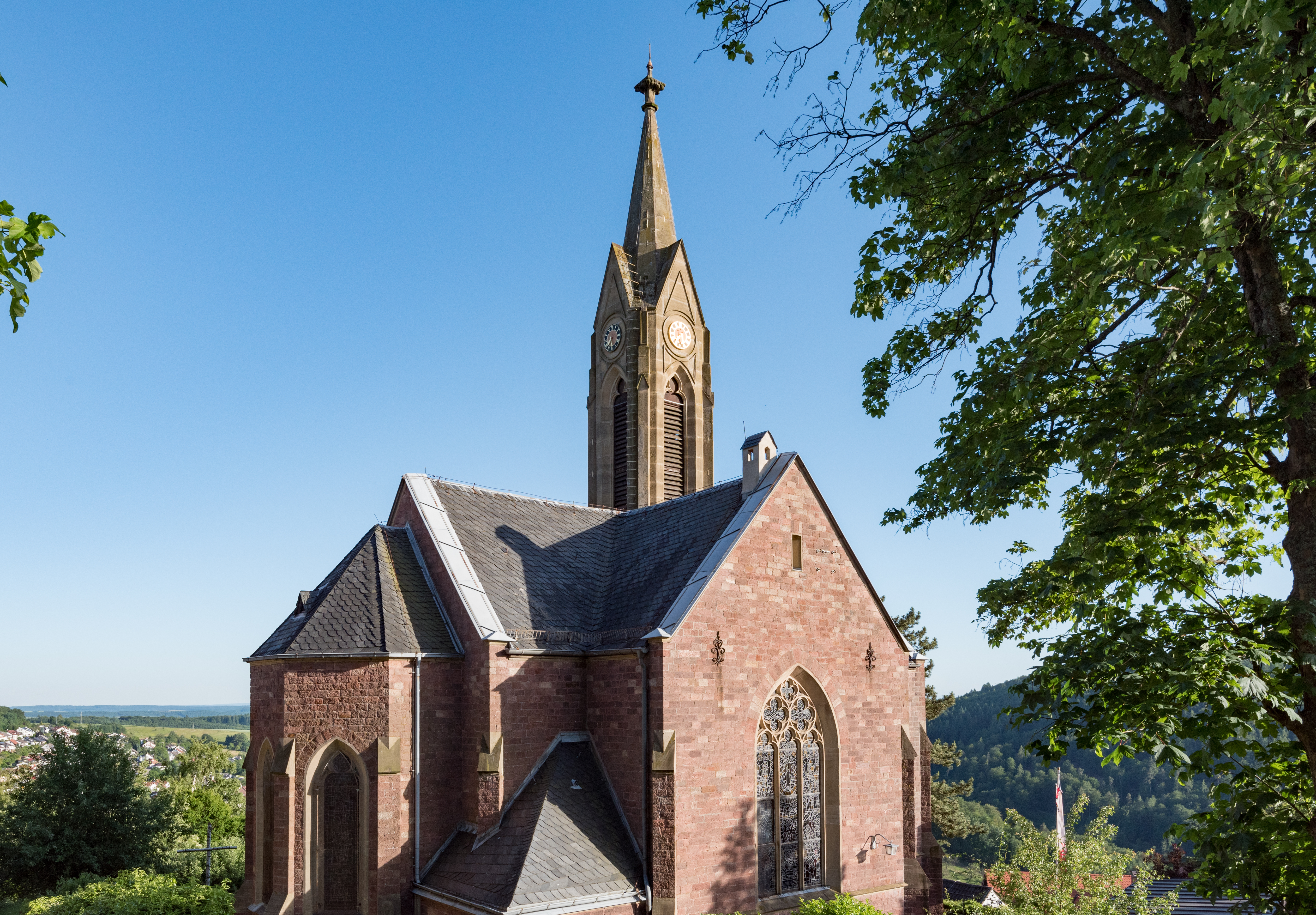
Evangelische Kirche Dilsberg
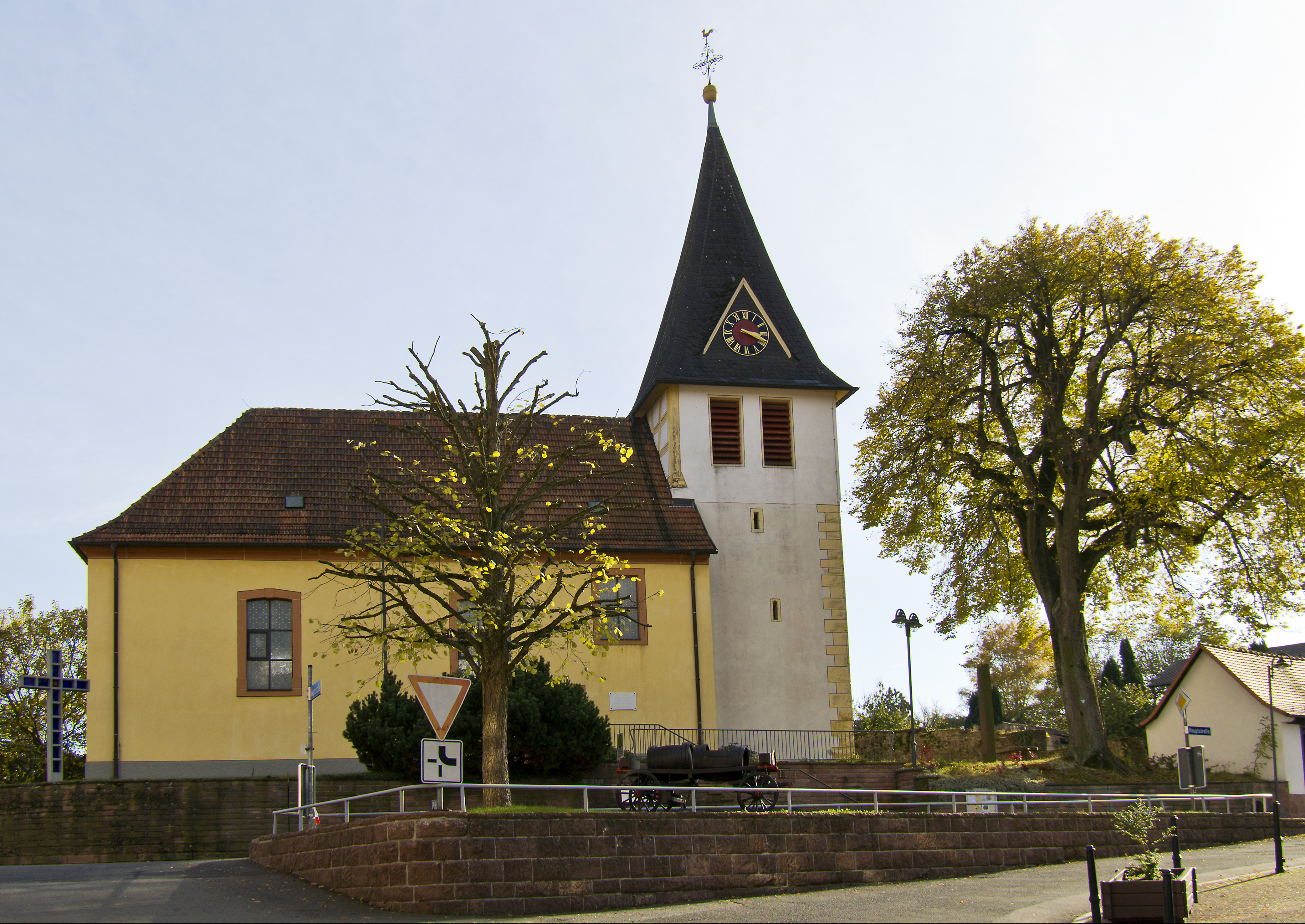
Peterskirche in Gaiberg
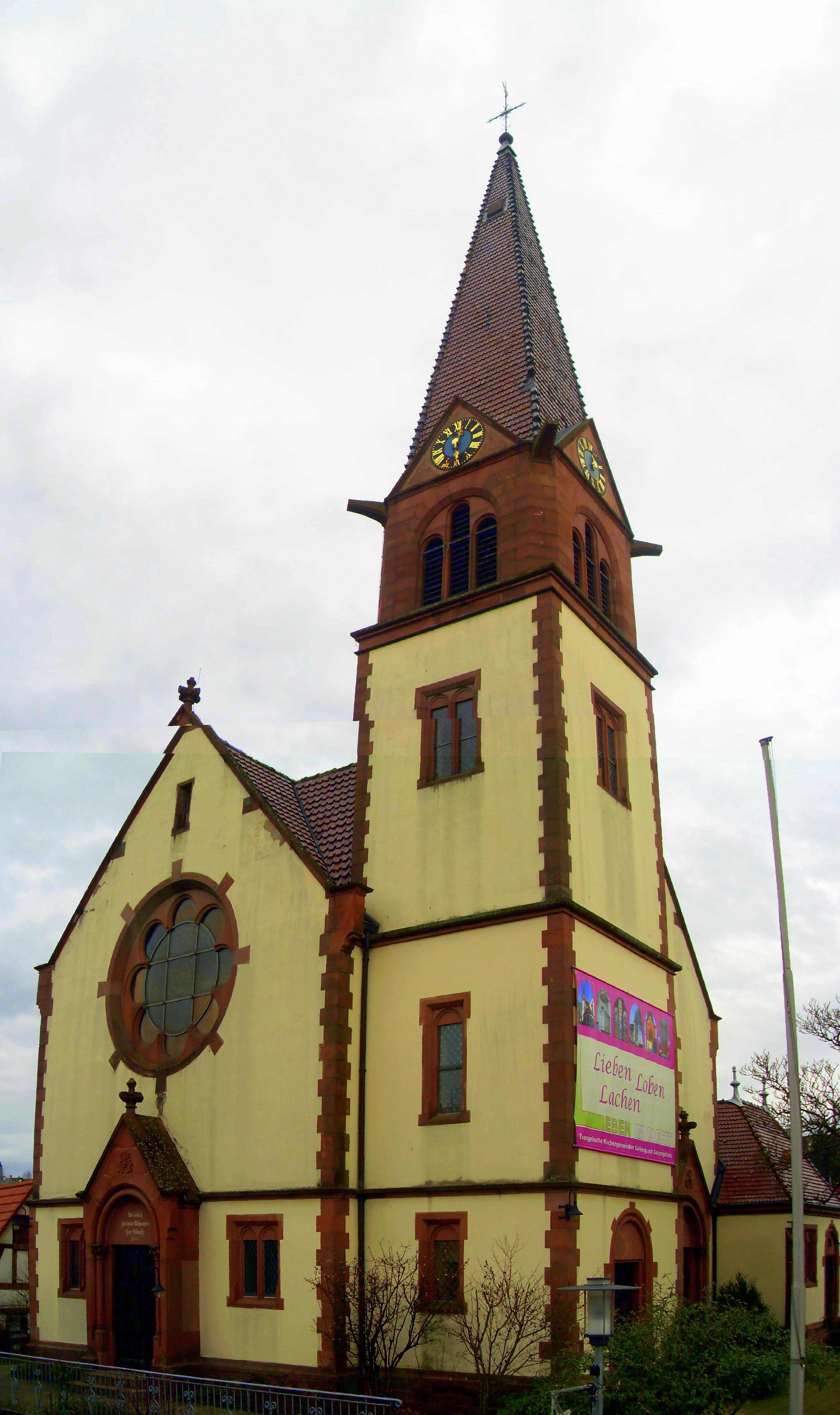
Evangelische Kirche Gauangelloch
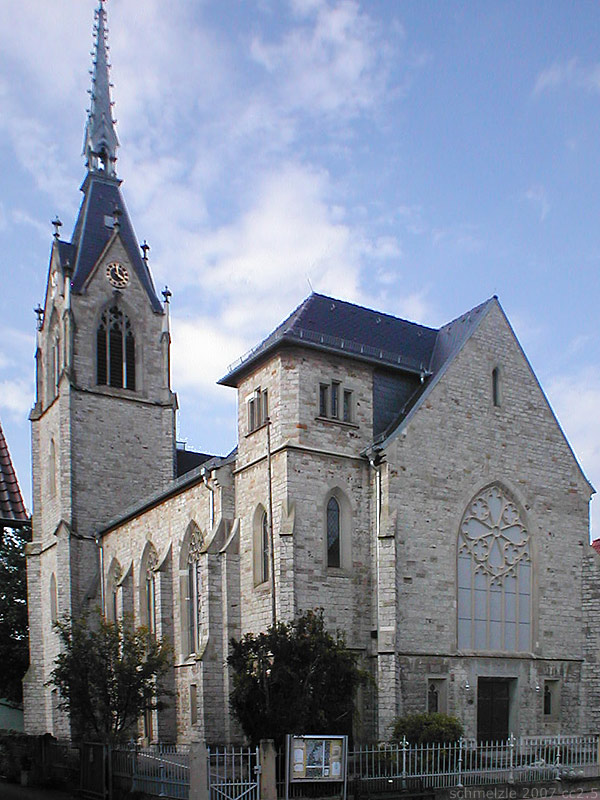
Evangelische Kirche Mauer
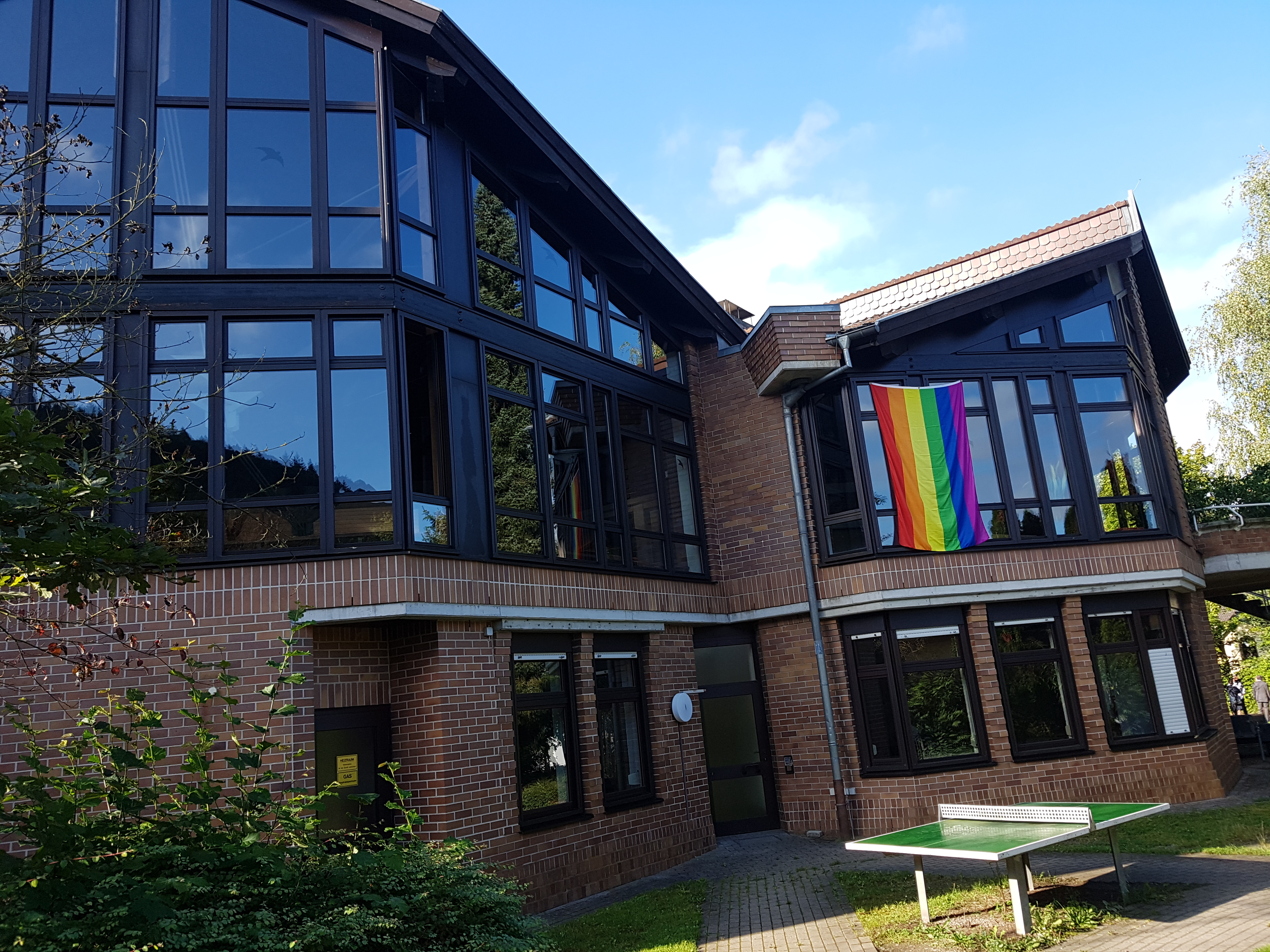
Kirchenzentrum Arche in Neckargemünd
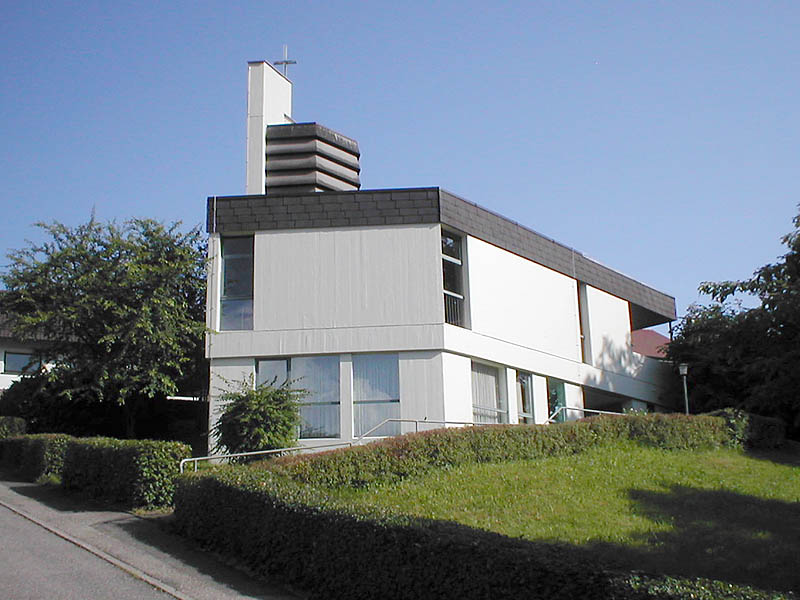
Evangelische Kirche Pleutersbach
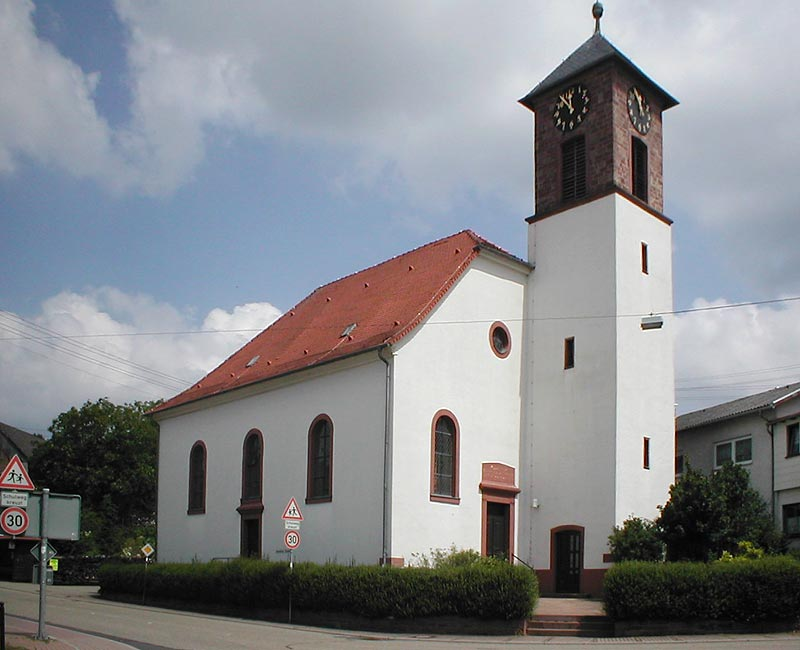
Evangelische Kirche Schwanheim
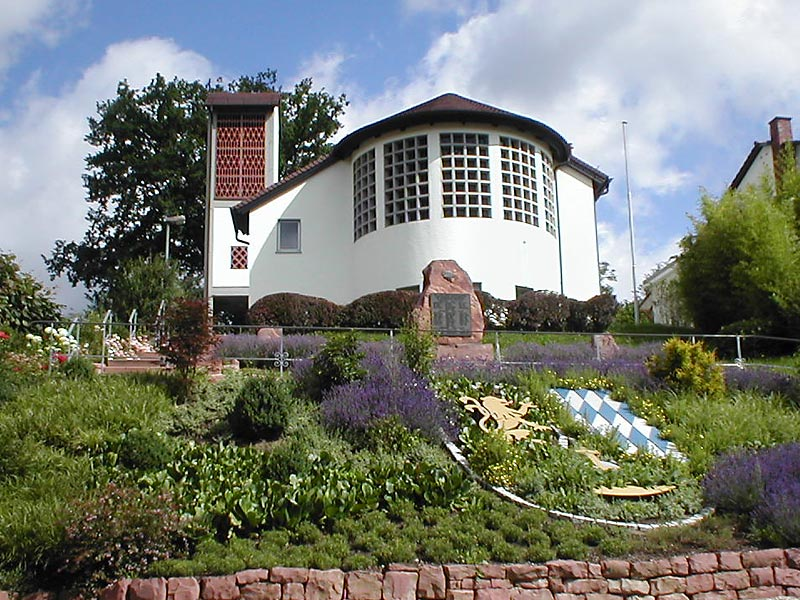
Christuskirche in Waldhilsbach

## Organisationsstruktur
Die Gemeinden des Kirchenbezirks besitzen die Rechte einer Körperschaft des öffentlichen Rechts. In den jeweiligen Kirchengemeinden wird alle sechs Jahre ein Kirchengemeinderat gewählt. Dieser verwaltet gemeinsam mit dem betreuenden Pfarrer bzw. der betreuenden Pfarrerin die Kirchengemeinde. Üblicherweise werden mehrere Kirchengemeinden von einem Pfarramt betreut.